# Star One (satélite)

Modelo do Star One C1 e C2.

Star One é uma série de satélites de telecomunicações geoestacionários brasileiros que são operados pela Embratel Star One, empresa subsidiária da Embratel. Os satélites Star One substituíram os antigo satélites da série Brasilsat.
Atualmente a série Star One é formada por sete satélites operacionais em órbita que são o Star One C1, C2, C3, C4, C12, D1 e D2.

## Serviços

O Star One D1, o primeiro satélite da quarta geração da Embratel Star One.

Os satélites fornecem aos clientes da Embratel Star One que é composto tanto por empresas públicas como privadas, pertencente aos mais diversos setores industriais, fornecendo uma ampla gama de serviços nos segmentos de telefonia, TV, dados e redes corporativas no Brasil e ainda permite também ampliar a oferta desses serviços para os países latino-americanos.

## Centro de controle
Os satélites Star One são controlados através do melhor e maior centro de operações de satélites do Brasil e da América Latina. Localizado em Guaratiba, no estado do Rio de Janeiro, as operações são realizadas por meio de uma equipe de engenheiros e técnicos brasileiros altamente especializados. O centro de controle conta com um dos maiores parques de antenas da América Latina e tecnologias de última geração.

## Frota de satélites
| Satélite     | Fabricante                   | Data do lançamento     | Veículo de lançamento | Estado | Nota                                                      |
| ------------ | ---------------------------- | ---------------------- | --------------------- | ------ | --------------------------------------------------------- |
| Star One C12 | Alcatel Alenia Space         | 3 de fevereiro de 2005 | Proton-M/Briz-M       | Ativo  | Este satélite corresponde a alguns transponder do NSS-10. |
| Star One C1  | Alcatel Alenia Space         | 31 de agosto de 2007   | Ariane 5 ECA          | Ativo  | [ 5 ]                                                     |
| Star One C2  | Alcatel Alenia Space         | 18 de abril de 2008    | Ariane 5 ECA          | Ativo  | [ 5 ]                                                     |
| Star One C3  | Orbital Sciences Corporation | 10 de novembro de 2012 | Ariane 5 ECA          | Ativo  | [ 6 ]                                                     |
| Star One C4  | Space Systems/Loral          | 15 de julho de 2015    | Ariane 5 ECA          | Ativo  | [ 7 ]                                                     |
| Star One D1  | Space Systems/Loral          | 21 de dezembro de 2016 | Ariane 5 ECA          | Ativo  | [ 8 ]                                                     |
| Star One D2  | Space Systems/Loral          | 30 de julho de 2021    | Ariane 5 ECA+         | Ativo  | [ 9 ]                                                     |